# Egon Drews
Egon Drews, né le 1er juin 1926 et mort le 13 janvier 2011, est un céiste allemand pratiquant la course en ligne.

## Palmarès

### Jeux olympiques de canoë-kayak course en ligne
- 1952 à Helsinki,  Finlande
  -  Médaille de bronze en C-2 1000m
- 1952 à Helsinki,  Finlande
  -  Médaille de bronze en C-2 10000m [1]